# Ян Станкевич
Ян Станкевич (26 листопада 1891, c. Арляняти, Ошмянський повіт, Віленська губернія, Російська імперія — 16 липня 1976, Готорн, Пассаїк, Нью-Джерсі, США; Псевдонім: Брачыслаў Скарыніч) — білоруський мовознавець, історик та політичний діяч. Доктор слов’янської історії та філології (1926). 

## Життєпис
У 1909 році закінчив Ошмянське міське училище. Навчався у Вільнюській католицькій духовній семінарії. Працював у газеті «Наша нива».
У 1914 році, під час Першої світової війни був призваний до російської армії.  
У 1917 році на Румунському фронті потрапив до австрійського полону. Після звільнення повернувся до Вільнюса. Учасник Конгресу білоруських національних організацій у Мінську (березень 1917), Конгресу вчителів Мінської губернії (травень 1917). З грудня 1917 — у Вільнюсі, один із засновників Білоруського наукового товариства.  
У січні 1918 року обраний до Вільнюської білоруської ради, брав участь у засіданні Ради БНР у Мінську (24 — 25 березня 1918).  
У листопаді 1918 році прийнятий до складу Литовської Таріби.  
Після окупації Вільнюса Червоною Армією працював у літературно-видавничому відділі Народного комісаріату Литовсько-Білоруської РСР, за замовленням білоруського видавництва «Веда». Під час польсько-радянської війни 1919-1920 був членом Центральної білоруської ради Віленщини та Гродненщини, Президії Білоруської центральної шкільної ради. 
Закінчив Віленську білоруську гімназію (1921), Карлів університет у Празі (1926). Доктор слов’янської філології та історії (1926). Працював викладачем білоруської мови у Варшавському університеті (1928 — 1932) та Університеті Стефана Баторія у Вільнюсі (1927 — 1940). Публікувався у журналі «Крывіч», західнобілоруських виданнях. 
Ян Станкевич був послом Сейму Польщі (1928 —1930). Як політик був прихильником польсько-білоруського зближення, за що його неодноразово критикували білоруські угруповання. 
У 1940 році Ян Станкевич виїхав до Варшави, аби долучитися до діяльності Білоруського комітету. Співпрацював з Вацлавом Івановським, встановив контакти з польським антифашистським підпіллям, створив гурток під назвою «Партія білоруських націоналістів» (ПБН). Стратегічною метою його діяльності було відновлення білоруської державності за рахунок підтримки Польщі. 
З осені 1941 року Станкевич жив у Мінську, куди переїхав і ПБН. Нетривалий час працював у шкільному відділі Мінської управи. Станкевич був членом Білоруської народної самодопомічі, Білоруської незалежницької партії, наукового відділу Білоруської центральної ради та одним із засновників Білоруського наукового товариства. Викладав історію Білорусі в школі поліцейських в Мінську. Він брав участь у Другому Загальнобілоруському конгресі. 
У 1944 році Станкевич опинився на еміґрації. У Німеччині відновив діяльність Білоруського наукового товариства. З 1949 року жив у США, брав участь в роботі Білорусько-американського об'єднання, Білорусько-американського союзу, видавав журнал «Веда», «Незалежнік», співпрацював з Білоруським інститутом науки і мистецтва і його виданням «Запісы», журналом «Сяўбіт», газетою «Бацькаўшчына» (Мюнхен), «Беларус» (Нью-Йорк) та ін. Засновник (разом зі Станіславом Станкевичем) Великолитовського фонду імені Льва Сапеги.  

## Наукова діяльність
Ян Станкевич — автор праць з білоруської історії, історіографії, мовознавства («Місце білоруської мови серед інших слов'янських мов та час її виникнення», 1930; «Час виникнення білоруського та українського народів», 1931; «Криво-Білорусь у минулому», 1942; «Етнографічні та історичні території і межі Білорусі», 1953, білоруською та англійською мовами; «3 історії Білорусі», 1958; «Mova rukapisu Al Kitab. Kryvickaha muzeju Jvana Łuckieviča u Vilni. Čaść 1. Fonetyka, New York», 1954; «Нариси з історії Великої Литви—Білорусі», 1978). Білорусь називав Кривією (виходячи з "кривицької" концепції етногенезу білорусів) або Великолитвою. Транслітераційний китаб першої половини 18 століття (китаб Івана Луцкевича). Підготував «Білорусько-російський (великолитовсько-російський) словник» (вийшов у 1990). 

## Праці

### Книги, брошури
- Беларускія мусульмане і беларуская літаратура арабскім пісьмом. Вільня, 1933 (3-е выд. Мн., 1991);
- Гістарычны творы / Ян Станкевіч. — Менск: Энцыклапедыкс, 2003. — 772 с. — ISBN 985-6599-77-6.
- Гісторыя беларускага языка. Вільня, 1939 (рэпр. выд.: Мн., 1992);
- Друкары Иван Хведаровіч Рагаза а Пётра Мсьціславец. Нью Ёрк, 1969;
- 3 украінскіх дачыненняў да Вялікалітвы-Беларусі. Нью Ёрк, 1970;
- Зьмена граматыкі беларускага яэыка ў БСРР. Вільня, 1936 (рэпр. выд.: Мн., 1991);
- Кніжка вучыцца чытаць і пісаць лацінкаю (Мн., 1943).
- Крыўя-Беларусь у мінуласці / Ян Станкевіч. — Вільня — Беласток: Інстытут беларусістыкі — Беларускае гістарычнае таварыства, 2010. — 772 с. — ISBN 83-60456-22-4.
- Курс гісторыі Крывіі — Беларусі. — Прага, 1941.
- Лемантар пераходны з лацініцы на кірыліцу (Мн., 1942);
- Я. Станкевіч. Нашыя прозьвішчы. / Клаўдзі Дуж-Душэўскі // Беларускі сьцяг : часопіс. — Коўна: Урад БНР, 1922. — № 4. жнівень—верасень. — С. 29—33.
- Філ. Канд. Я. Станкевіч. Кнігапісь. Крывіч, месячнік літэратуры і грамадзкага жыцьця пад рэдакцыяй В. Ластоўскага. / Ст. Вольскі // Сялянская ніва : газэта. — Вільня: Орган Беларускага Сялянскага Саюзу, 30 траўня 1926. — № 16. — С. 2, 3.
- Філ. Канд. Я. Станкевіч. Кнігапісь. Крывіч, месячнік літэратуры і грамадзкага жыцьця пад рэдакцыяй В. Ластоўскага. / Ст. Вольскі // Сялянская ніва : газэта. — Вільня: Орган Беларускага Сялянскага Саюзу, 8 чэрвеня 1926. — № 17. — С. 2, 3.
- Філ. Канд. Я. Станкевіч. Кнігапісь. Крывіч, месячнік літэратуры і грамадзкага жыцьця пад рэдакцыяй В. Ластоўскага. / Ст. Вольскі // Сялянская ніва : газэта. — Вільня: Орган Беларускага Сялянскага Саюзу, 20 чэрвеня 1926. — № 18. — С. 2, 3.
- Філ. Канд. Я. Станкевіч. Кнігапісь. Крывіч, месячнік літэратуры і грамадзкага жыцьця пад рэдакцыяй В. Ластоўскага. / Ст. Вольскі // Сялянская ніва : газэта. — Вільня: Орган Беларускага Сялянскага Саюзу, 18 ліпеня 1926. — № 21. — С. 2, 3.
- Я. Станкевіч. Некаторыя праўніцкія тэрміны беларускія. — Нью-Ёрк: Крывіцкае навуковае т–ва Пранцішка Скарыны, 1953. — 84 с.
- Маленькі маскоўска–беларускі (крывіцкі) слоўнічак фразэолёгічны і прыказкаў ды прывітаньні, зычэньні і інш. Менск. 1944
- Гісторыя Беларусі і расейская чорная сотня // Спадчына. 1998. № 2.

### Статті
- Беларускія плямёны і їхняе расьсяленьне / Я. Станкевіч // Родная мова. — 1930. — № 1 — 2. — С.; № 3 — 4. — С.[2]
- Гісторыя Беларусі і расейская чорная сотня // Спадчына. — 1998. — № 2. — С. 106-131. [Архівовано 29 травня 2020 у Wayback Machine.]
- Повесьці й апавяданьні беларускіх (крывіцкіх) летапісцаў / Я. Станкевіч // Маладая Беларусь. Кн. I. — Вільня, 1936. — С.